# Chancala Zapote
Chancala Zapote är en ort i Mexiko.   Den ligger i kommunen Palenque och delstaten Chiapas, i den sydöstra delen av landet, 800 km öster om huvudstaden Mexico City. Chancala Zapote ligger 313 meter över havet och antalet invånare är 290.
Terrängen runt Chancala Zapote är huvudsakligen kuperad, men den allra närmaste omgivningen är platt. Terrängen runt Chancala Zapote sluttar norrut. Runt Chancala Zapote är det ganska glesbefolkat, med 34 invånare per kvadratkilometer. Närmaste större samhälle är Palenque, 14,2 km nordväst om Chancala Zapote. I omgivningarna runt Chancala Zapote växer i huvudsak städsegrön lövskog.